# Wolf Schmidt-Arget
Wolf Schmidt-Arget (* 3. Juni 1949 in München) ist ein deutscher Rundfunkredakteur, der auch als Autor und Musiker tätig ist.

## Leben und Wirken
Bis 1974 studierte Wolf Schmidt-Arget an der Technischen Universität in München. Nach dem Diplom in Physik folgte 1977 die Promotion. Anschließend war Schmidt-Arget Dozent für Biophysik an der Universität München. Seit 1984 war er hauptberuflich Redakteur beim Bayerischen Rundfunk (BR) in der Unterhaltungs-Redaktion, Abteilung „Unterhaltendes Wort“. Wolf Schmidt-Arget engagierte sich auch in der Vereinigung der Freunde Bayerischer Literatur.
Von Schmidt-Arget stammen zahlreiche Gedichte, Kurzgeschichten (ein Teil 1981 veröffentlicht in s’ Lebn is a Wissnschaft), aber auch Fernseh-Drehbücher. Daneben erschienen auch wissenschaftliche Fachartikel von ihm. Bereits 1980 veröffentlichte der Naturwissenschaftler eine LP mit Namen I wünsch Dir was, auf der er als Liedersänger mit vertonten Gedichten von Helmut Zöpfl (u. a. dessen Gedicht Klassentreffen) zu hören war. Musikalisch begleitet wurde er hierbei von Ambros Seelos.

## Werke
Literatur
- s’ Lebn is a Wissnschaft. Gedichte und Kurzgeschichten. Ludwig, Pfaffenhofen 1981, ISBN 3-7787-3175-0.
- (Hrsg. mit France Brifaut): Pierre Bellemare: Der Mann, der nicht zu hängen war. Unglaubliche Geschichten. Nymphenburger, München 1987, ISBN 3-485-00536-3. Weitere Ausgaben: Ullstein, Frankfurt/Berlin 1990, ISBN 3-548-22222-6; Tosa, Wien 1994, ISBN 3-85001-497-5; Weltbild, Augsburg 2001, DNB 96519714X; Heyne, München 2002, ISBN 3-453-19827-1.

Diskografie
- Es werd schon wieder werd’n : Gedichte u. Lieder (mit Helmut Zöpfl). CAL 30652. Calig, München 1979, DNB 353605492.[2][3]
- I wünsch dir was. Agil Records 1004, [1980], DNB 351449302.[4]